# Burgstall Adelzhausen
Der hochmittelalterliche Burgstall Adelzhausen auch Nieder-Adelzhausen genannt, lag noch im 19. Jahrhundert im Ortszentrum (Hauptstraße 13) von Adelzhausen im Landkreis Aichach-Friedberg in Schwaben. Die Veste war die Vorgängerburg der in Resten erhaltenen Burganlage auf dem Bäckerberg (Burgstall Bäckerberg) östlich des Ortes.

## Geschichte
Bereits um 780 übertrug der Ortsgründer Adalhelm seine Güter zu „Adalhelmeshusir“ (Häuser des Adalhelm) dem Bistum Freising. Im Hochmittelalter fungierten die  Wittelsbacher als Schutzvögte der Besitzungen der Freisinger Kirche in diesem Gebiet. In der Ortsmitte saß ein Dienstmannengeschlecht „von Adelzhausen“ als pfalzgräfliche Verwalter auf einer kleinen Turmhügelburg (Motte). Diese Herren von Adelzhausen erscheinen erstmals um 1210 als Zeugen im Donationsbuch des Klosters Indersdorf.
Die Motte im Ort wurde im 13. Jahrhundert verlassen und auf den nahen Bäckerberg verlegt. Zu dieser Zeit waren die Freisinger Besitzungen bereits in andere Hände übergegangen. Mitte des 14. Jahrhunderts musste die Familie auch diese zweite Burg aufgeben. In den Herzogsurbaren von 1280 und 1343 wird die alte Burg als „inferius Adoltshusen“ (Nieder-Adelzhausen) bezeichnet.

## Beschreibung
Der Burgstall wurde Ende des 19. Jahrhunderts „zur Verbesserung der Wegverhältnisse“ beseitigt. Auf der Uraufnahme der Flurkarte NW 11-14 (1811) ist noch der typische runde Erdkegel einer hochmittelalterlichen Turmhügelburg zu erkennen. Eine Beschreibung von 1910 überliefert den Durchmesser des Erdkegels mit etwa 30 Meter. Das Plateau soll ungefähr 11 Meter umfasst haben. Der heutige „Jungbauernhof“ steht wohl auf dem Areal der ehemaligen Vorburg, die nur durch einen Flechtwerkzaun oder Palisaden befestigt gewesen sein dürfte.
Das Bayerische Landesamt für Denkmalpflege verzeichnet das Bodendenkmal als mittelalterlichen Burgstall unter der Denkmalnummer D 7-7632-0049.